# Коровий грот
Коро́вий грот (также Коро́вья пеще́ра, Туа́р-Коба́, Туа́р-Хоба́; укр. Коров'ячий грот, крымскотат. Tuvar Qoba, Тувар Къоба) — грот в Бахчисарайском районе Крыма. Объект туризма.
Название восходит к крымскотатарскому Туар-Коба, что дословно переводится как Коровья пещера. В жаркую или влажную погоду пастухи загоняли в пещеру скот, пасшийся на яйле.
Коровий грот находится в южной части горного массива Бойка (Крымские горы) на Четвёртом утёсе (мысе) в верховьях Большого Крымского каньона. Имеет один вход, открытый в сторону каньона. Пещера сухая. Глубина пещеры — около 10 м. Грот имеет эоловое происхождение и сложен розово-красным слоистым известняком.
Тропа к гроту удобна и практически безопасна, хоть и проходит по карнизу скалистого обрыва. Грот используется для временных стоянок туристов для отдыха и ночлега. Путешественник Иван Пузанов считает пещеру удобным местом для ночёвки, так «костёр, расположенный у входа будет хорошо греть всю ночь». В гроте может разместиться 1-2 палатки.